# Мужчине живётся трудно. Фильм 44: Признание Торадзиро
«Мужчине живётся трудно. Фильм 44: Признание Торадзиро» (яп. 男はつらいよ　寅次郎の告白, отоко-ва цурай ё: торадзиро-но кокухаку; англ. Tora-san Confesses  (Tora-san 44) — японская комедия режиссёра Ёдзи Ямады, вышедшая на экраны в 1991 году. 44-й фильм популярного в Японии киносериала о комичных злоключениях незадачливого чудака Торадзиро Курума, или по-простому Тора-сана. В этой серии Тора-сан пытается помочь устроить личное счастье своему племяннику Мицуо. По результатам проката фильм посмотрели 2 млн. 100 тыс. японских зрителей.

## Сюжет
Идзуми, возлюбленная племянника Тора-сана Мицуо, приезжает в Токио на собеседование, чтобы получить работу в крупном магазине музыкальных инструментов. В это же время Тора-сан наведывается в гости к своим родным в токийском районе Сибамата. Идзуми не приняли на работу, и она возвращается домой в Ёдогаву (префектура Гифу). Дома Идзуми ругается с матерью из-за её нового сожителя, за которого та собирается выйти замуж. Идзуми убегает из дома и уезжает в Тоттори чтобы развеять тоску, откуда присылает открытку Мицуо.
Тора-сан вновь покидает Токио и отправляется странствовать по Японии. Когда он уходит, его племянник Мицуо, получивший открытку от Идзуми, упаковывает чемоданы и отправляется на её поиски. По открытке для него ясно, что Идзуми где-то в префектуре Тоттори. Маршрут путешествия Тора-сана совершенно случайно совпадает с местом пребывания Идзуми и они встречаются в Тоттори. Вместе они посещают идзакая (кафе), владелицей которой является Сэйко, разбившая сердце Тора-сана десять лет назад. Хотя муж Сэйко умер, и она теперь свободна, но как обычно Тора-сан не готов расстаться со своей холостяцкой жизнью.
Идзуми с наслаждением проводит дни и вместе с разыскавшим её Мицуо возвращается домой, чтобы помириться с матерью и поздравить её с новым браком. В конце концов Торадзиро тоже покидает Тоттори, так и не осмелившись связать свою жизнь с Сэйко.

## В ролях
- Киёси Ацуми — Торадзиро Курума (или Тора-сан)
- Тиэко Байсё — Сакура, сестра Торадзиро
- Кумико Гото — Идзуми Айкава, подруга Мицуо
- Хидэтака Ёсиока — Мицуо Сува, сын Сакуры и Хироси, племянник Тора-сана
- Хидэко Ёсида — Сэйко
- Мари Нацуки — Рэйко, мать Идзуми
- Гин Маэда — Хироси, муж Сакуры
- Масами Симодзё — Рюдзо Курума, дядя Тора-сана
- Тиэко Мисаки — Цунэ Курума, тётя Тора-сана
- Хисао Дадзай — Умэтаро, босс Хироси
- Тисю Рю — Годзэн-сама, священник

## Премьеры
- — национальная премьера фильма состоялась 7 августа 1982 года в Токио[1].
- — премьерный показ в США 21 декабря 1991 года[3].
- — впервые был показан в Венгрии 27 января 2010 года в Örökmozgó Filmmúzeum (Музее кино)[3].

## Награды и номинации
Агентство по культуре
- 2-я премия Агентства по культуре за лучший художественный фильм[2].

Премия Японской киноакадемии
- 15-я церемония вручения премии (1992)[4]

Номинации:
- лучший сценарий — Ёдзи Ямада, Ёситака Асама (ex aequo: «Сыновья»)
- лучшая работа художника-постановщика — Мицуо Дэгава (ex aequo: «Сыновья»)
- лучший звук — Исао Судзуки, Такаси Мацумото (ex aequo: «Сыновья»)